# Aphidicolin
Aphidicolin ist ein tetrazyklisches Diterpen aus dem Pilz Cephalosporium aphidicola Petch, kommt aber auch in anderen Arten vor.
Es hemmt in eukaryotischen Zellen die Zellteilung und ist somit ein Zytostatikum. Genauer hemmt Aphidicolin reversibel die Replikation der DNA, indem die DNA-Polymerasen α und δ außer Funktion gesetzt werden. Dabei verbleibt die Zelle in der frühen S-Phase.
Es wird in Zellkulturen dazu verwendet, um Zellen zu synchronisieren, damit alle Zellen im gleichen Zellzyklusstadium sind.